# Cantareus mazzullii
Cantareus mazzullii é uma espécie de gastrópode  da família Helicidae
É endémica de Itália.
Está ameaçada por perda de habitat.